# Església de Sant Abdó i Sant Senén
L'Església de Sant Abdó i Sant Senén és una obra amb elements gòtics i renaixentistes del poble de Llorenç de Rocafort, al municipi de Sant Martí de Riucorb (Urgell) protegida com a bé cultural d'interès local.

## Descripció
És una església gòtica de nau única amb dues petites capelles laterals. Coberta per tres trams de volta de creueria amb claus de volta centrals. En una d'aquestes claus de volta hi ha un alt relleu de la Mare de Déu amb el nen Jesús i en la següent hi ha una flor. L'absis és recte i a la seva esquerra hi ha l'accés a la sagristia, instal·lada just darrere de l'altar principal. La primera capella lateral esquerra consta d'un espai reduït on hi trobem la pica baptismal.
Exteriorment té una portalada de carreus de pedra irregulars fruit de les diferents ampliacions. La façana és llisa i coronada per un campanar d'espadanya amb tres obertures en arc de mig punt on hi ha les campanes. La porta d'entrada a l'església és d'estil renaixentista: sobre un gran sòcol s'alcen dues pilastres acanalades adossades damunt les quals hi ha un arquitrau de cornisa poc voluminosa, on es pot llegir una inscripció de caràcter marià. Tot el conjunt es troba coronat per un frontó triangular amb una fornícula buida a dins.

### Exterior
L'església de Llorenç de Rocafort conserva una estructura gòtica quan al sistema de voltes apuntades amb nervis en diagonal i arcs torals de la nau original, mentre que les dimensions dels murs perimetrals i la tipologia del campanar de cadireta (espadanya per sobre del nivell de coberta original) que conforma la part superior de la façana principal, semblen d'època anterior. Només es conserva la data de 1593 a la llinda de la portalada d'entrada, d'estil plenament renaixentista i seguint les proporcions clàssiques.
La nau central primitiva, formada per tres crugies cobertes amb voltes de pedra, té unes dimensions interiors de 13,61 m. de llargada, 4,70 m. d'amplada i 5,11 m. d'alçària fins a la part superior de les voltes. Posteriorment a la fàbrica original es va afegir l'espai de la sagristia situat darrere el presbiteri i les capelles adossades en ambdós laterals, dues per banda, així com el baptisteri situat a l'esquerra de l'entrada.
D'època posterior també és el cor, ubicat en forma d'altell sobre l'espai d'entrada al temple i en contacte amb la façana principal. La formació del cor va comportar la construcció d'una escala d'accés lateral, així com la finestra de proporcions rectangulars situada just per sobre del frontó de la portalada d'entrada. A la façana lateral de l'edifici s'aprecien els volums afegits a la nau original, de menor altura que aquesta, que contenen les dues capelles laterals i l'escala d'accés al cor.

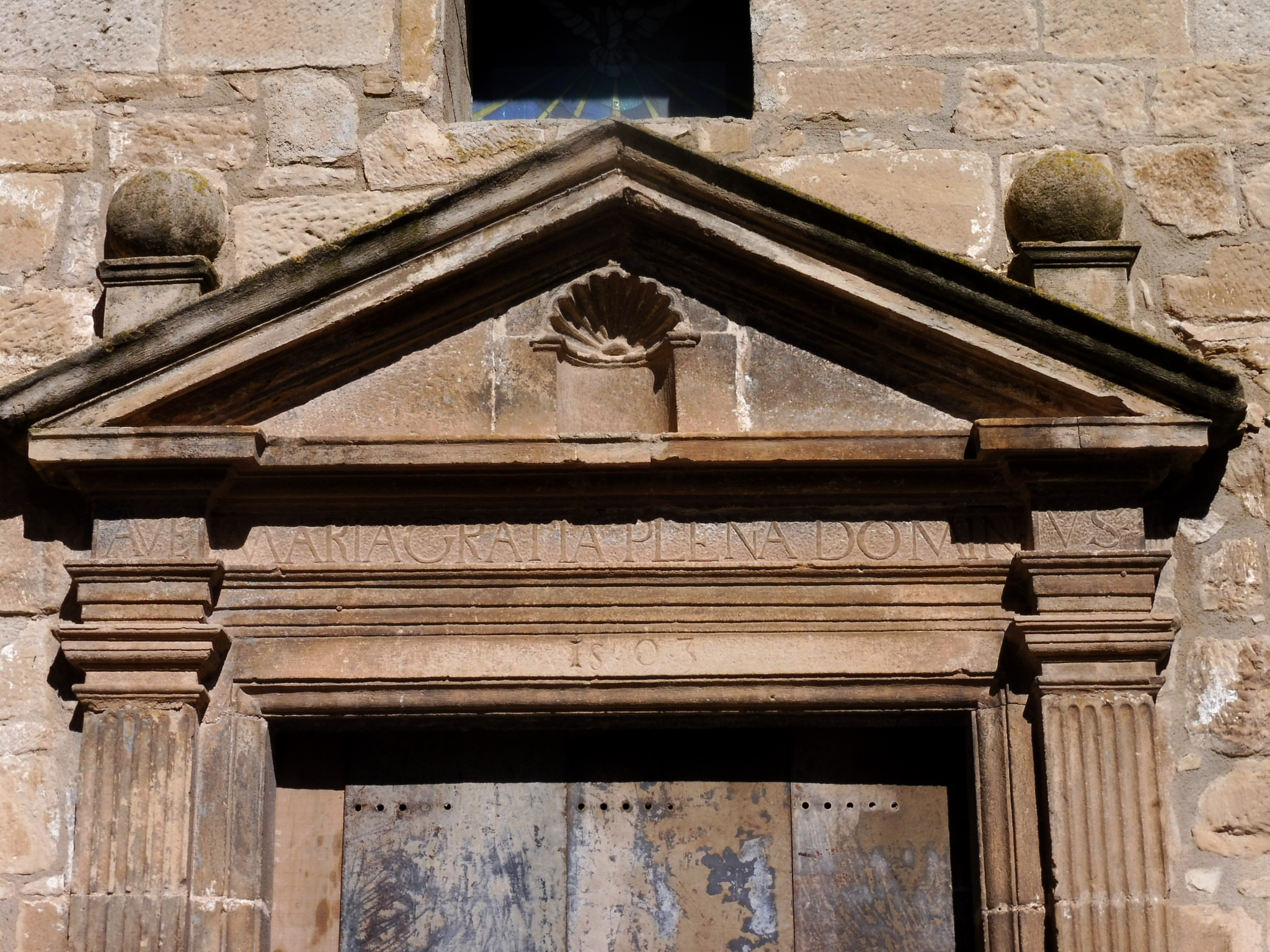
Detall del frontó de la portada

Des de l'extrem esquerre de la façana principal s'accedeix, a través d'una porta aixecada respecte el nivell del carrer, a unes escales que, passant per sobre del baptisteri, donen accés a l'espai situat entre la coberta original de la nau i la coberta de teula actual. La coberta original, situada just per sobre de les voltes, era a dues vessants, conformada amb enllosat de pedra i encara avui dia és visible des de l'interior del sota coberta. A la façana lateral s'observen diverses pedres motllurades en voladiu, situades sobre la coberta de les capelles laterals que, juntament amb els diferents carreus emprats a partir d'aquest nivell, assenyalen la cota d'arrencada de la coberta original de l'edifici.
A la façana principal, la forma i dimensions dels carreus de pedra regulars fins a la motllura situada sota els finestrals de les campanes i la seva prolongació en el campanar, ens donen una idea de la volumetria del temple primitiu, en el seu origen.
És de destacar el campanar de cadireta amb tres obertures de proporcions rectangulars acabades amb arc de mig punt, dues inferiors més grans i la superior més petita, així com els grans contraforts de pedra situats a les cantonades NE i NW.
Igualment, destaca la portalada de pedra d'estil renaixentista, rematada amb un frontó que conté en el seu interior una fornícula ("hornacina") acabada amb petxina, amb pilars laterals estriats i motllurats en els capitells i la base. La llinda de la portalada conté la inscripció "AVE MARIA GRATIA PLENA DOMINUS", i conserva la data de 1593.
Encara avui s'endevina en els llocs menys exposats (part superior dels pilars laterals i pany interior del frontó) la policromia que decorava la pedra, de color blavós.

### Interior
A l'interior, tot el paviment està configurat a base d'enllosat de pedra, a excepció de la zona d'entrada i de l'altar, on el terra és de peces ceràmiques. Les voltes del sostre de la nau central estan conformades mitjançant nervis de pedra vista motllurada amb les claus amb peces circulars ornamentades i, els panys de les voltes, també de pedra, es troben revestits amb guix i pintats.
Pel que fa a les capelles laterals, les arcades de mig punt de l'entrada i els brancals són de pedra és vista, mentre que la part interior es troba revestida. L'altar del Timoneda (capella 1 als plànols) té una finestra lateral en semicercle que li dona il·luminació natural. La sagristia té un fals sostre d'encanyissat i guix situat a 2,58 metres d'altura per sota de la coberta de teula.
L'estat de conservació general de l'edifici és bo, atenent a les operacions de manteniment que s'ha anat efectuant, si bé l'edificació té una sèrie de patologies sobre les que caldria actuar, com són les filtracions d'aigua provinents de la coberta que han provocat humitats a l'interior, diverses canals d'evacuació d'aigua en mal estat que cal substituir, arrebossats exteriors desconxats en la façana lateral, humitats en l'enguixat de les parets de totes les capelles laterals, així com les escales d'accés al cor i la porta de fusta d'entrada al temple, que cal rehabilitar.
Pel que fa al campanar, és convenient reforçar l'estructura de suport de les campanes i substituir les reixes de ferro -el rovell de les quals està embrutant la façana- per una xarxa de polièster que eviti l'accés dels ocells al campanar.

## Història
L'any 1593 l'església va patir reformes, entre les quals destaca la de la porta d'accés. L'església parroquial de Llorenç en origen era dedicada a Santa Maria (com es pot comprovar per les inscripcions de la campana mitjana, de la façana i en la clau de volta), bé que més tard foren declarats patrons del poble Sant Abdó i Sant Senén, les imatges dels quals foren col·locades a l'altar major.
Abdó i Senén són dos sants màrtirs d'origen oriental. Al segle x les seves relíquies van ser traslladades de Roma al monestir benedictí d'Arles del Tec, a la comarca del Rosselló. Des de la Catalunya Nord el seu culte es va difondre molt ràpidament per tot l'entorn mediterrani.
Hi ha el costum de treure les imatges dels patrons al cancell del temple quan amenaça tempesta, per tal que vegin el perill i evitin els estralls de la maltempsada. El poble celebra la festa major per Sant Abdó, el diumenge pròxim al 30 de juliol.
A l'entrada de la part vella del poble hi ha una creu de terme de 8,20 m d'alçada, molt erosionada.